# Sjasliek

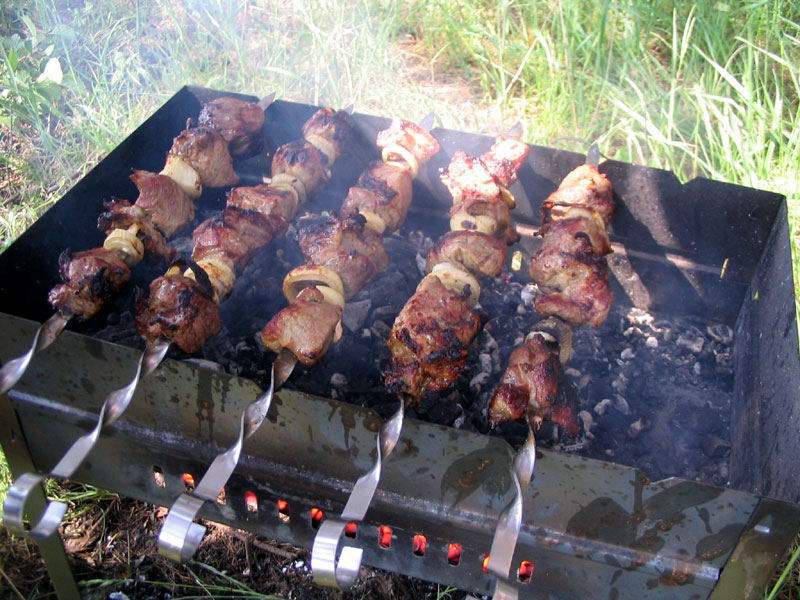
Bereiding van sjasliek op een mangal

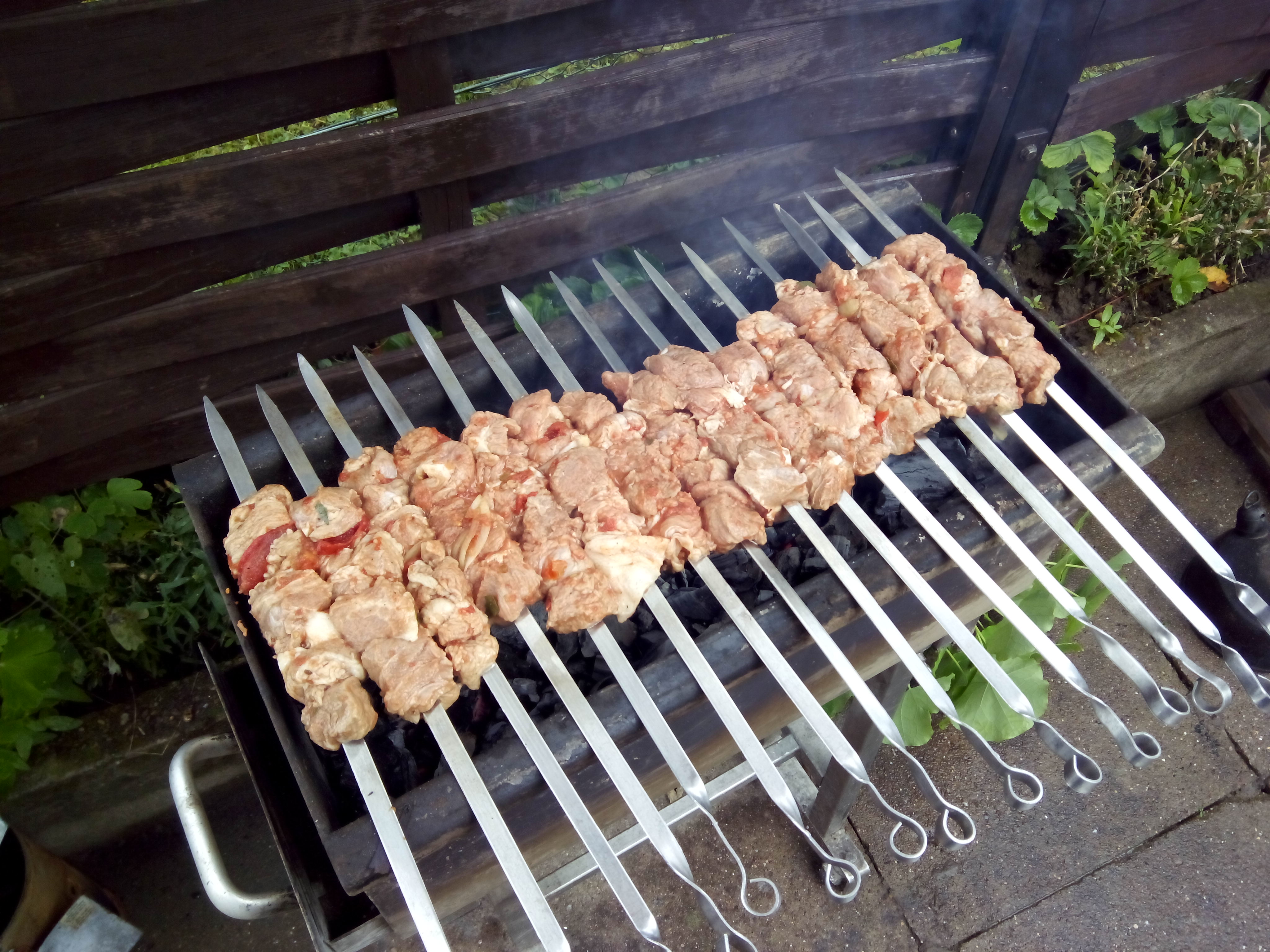
Een Russische sjasliek gemaakt van varkensvlees (marinade: tomatensap, ui, azijn, rode wijn)

Sjasliek (Russisch: шашлык, sjasjlyk, Turks: şiş kebabı) is een gerecht bestaande uit gemarineerde, gegrilde of geroosterde stukken vlees. Het is een traditioneel gerecht van Centraal-Aziatische oorsprong, dat vooral populair is in Turkije, Armenië en andere voormalige Sovjetstaten.
Sjasliek kan uit verschillende soorten vlees bestaan: lam, varken, rund en soms kip, afhankelijk van persoonlijke smaak of gehanteerde religieuze regels. De marinade is een combinatie van zure ingrediënten (azijn, droge wijn of zuur vruchten-/groentesap), kruiden en specerijen. Soms worden er extra ingrediënten aan toegevoegd, bijvoorbeeld ui, peper, tomaat, paprika, bacon, spek of lever; die afgewisseld met stukjes vlees aan een stokje worden geregen.
Sjasliek is een typisch gerecht voor op de barbecue. Daarnaast wordt het vooral in kraampjes op straat verkocht en staat het soms op de menukaart van een restaurant.